# Crepidomanes
Crepidomanes je biljni rod iz porodice tankolistovki (Hymenophyllaceae), dio razreda Polypodiopsida ili papratnica.
Pripada mu 55 vrste raširenih u paleotropima i Pacifiku.

## Vrste
1. Crepidomanes africanum (Christ) Ebihara & Dubuisson
2. Crepidomanes aphlebioides (Christ) I. M. Turner
3. Crepidomanes assimilis (Mett.) comb. ined.
4. Crepidomanes asynkii (Racib.) comb. ined.
5. Crepidomanes barnardianum (Bailey) Tind.
6. Crepidomanes bilabiatum (Nees ex Blume) Copel.
7. Crepidomanes bilobatum (Alderw.) Copel.
8. Crepidomanes bipunctatum (Poir.) Copel.
9. Crepidomanes bonapartei (C. Chr.) J. P. Roux
10. Crepidomanes brevipes (C. Presl) Copel.
11. Crepidomanes brooksii (Copel.) comb. ined.
12. Crepidomanes campanulatum (Roxb.) Panigrahi & Sarn. Singh
13. Crepidomanes chevalieri (Christ) Ebihara & Dubuisson
14. Crepidomanes christii (Copel.) Copel.
15. Crepidomanes clarenceanum (Ballard) Pic. Serm.
16. Crepidomanes draytonianum (Brack.) Ebihara & K. Iwats.
17. Crepidomanes fallax (Christ) Ebihara & Dubuisson
18. Crepidomanes frappieri (Cordem.) J. P. Roux
19. Crepidomanes gracilis (Bosch) comb. ined.
20. Crepidomanes grande (Copel.) Ebihara & K. Iwats.
21. Crepidomanes humile (G. Forst.) Bosch
22. Crepidomanes inopinatum (Pic. Serm.) J. P. Roux
23. Crepidomanes intermedium (Bosch) Ebihara & K. Iwats.
24. Crepidomanes intramarginale (C. Presl) C. Presl
25. Crepidomanes intricatum (Farrar) Ebihara & Weakley
26. Crepidomanes kurzii (Bedd.) Tagawa & K. Iwats.
27. Crepidomanes latealatum (Bosch) Copel.
28. Crepidomanes latemarginale (D. C. Eaton) Copel.
29. Crepidomanes liukiuense (Y. Yabe) K. Iwats.
30. Crepidomanes longilabiatum (Bonap.) J. P. Roux
31. Crepidomanes majorae (Watts) Wakef.
32. Crepidomanes makinoi (C. Chr.) Copel.
33. Crepidomanes megistostomum (Copel.) Copel.
34. Crepidomanes melanotrichum (Schltdl.) J. P. Roux
35. Crepidomanes mettenii (C. Chr.) Ebihara & Dubuisson
36. Crepidomanes novoguineense (Brause) Parris
37. Crepidomanes paniculatum (Alderw.) comb. ined.
38. Crepidomanes parvifolium (Baker) K. Iwats.
39. Crepidomanes parvulum (Poir.) Nivart, Senterre & Dubuisson
40. Crepidomanes powellii (Baker) comb. ined.
41. Crepidomanes pseudonymanii Hosok.
42. Crepidomanes ramitrichum (Faden) Beentje
43. Crepidomanes rothertii (Alderw.) Copel.
44. Crepidomanes rupicola (Racib.) Copel.
45. Crepidomanes samoense (C. Chr.) comb. ined.
46. Crepidomanes samoensis (Copel.) comb. ined.
47. Crepidomanes sarawakense K. Iwats.
48. Crepidomanes saxifragoides (C. Presl) P. S. Green
49. Crepidomanes schmidianum (Zenker ex Taschner) K. Iwats.
50. Crepidomanes shenzhenense Wang Hui & X. Yun Wang
51. Crepidomanes teysmannii (Bosch) Parris
52. Crepidomanes thysanostomum (Makino) Ebihara & K. Iwats.
53. Crepidomanes trinerve (Copel. ex G. Kunkel) Dubuisson & Ebihara
54. Crepidomanes vitiense (Baker) Bostock
55. Crepidomanes walleri (Watts) Tind.